# Токарёвское сельское поселение (Смоленская область)
Токарёвское сельское поселение — упразднённое муниципальное образование в составе Гагаринского района Смоленской области России.
Административный центр — село Токарёво.
К 1 января 2019 года все населённые пункты вошли в Никольское сельское поселение.

## Географические данные
- Общая площадь: 100 км²
- Расположение: юго-восточная часть Гагаринского района
- Граничит:
  - на севере — с Мальцевским сельским поселением
  - на востоке — с Московской областью
  - на юге — с Тёмкинским районом
  - на юго-западе — с Покровским сельским поселением
  - на северо-западе — с Никольским сельским поселением
- Крупные реки: Воря.

## Население
| 2007 | 2011  | 2012  | 2013  | 2014  | 2015  | 2016 |
| ---- | ----- | ----- | ----- | ----- | ----- | ---- |
| 1038 | ↗1068 | ↘1044 | ↘1031 | ↘1014 | ↘1002 | ↘983 |
| 2017 | 2018  | 2019  |       |       |       |      |
| ↘965 | ↘940  | ↘918  |       |       |       |      |

В состав поселения входят следующие населённые пункты:
- Село Токарёво — административный центр
- Городище, деревня
- Дор, деревня
- Дубровище, деревня
- Желобки, деревня
- Ивановское, деревня
- Новое, деревня
- Самуйлово, деревня
- Сергеевское, деревня
- Теплое, деревня
- Токарёво, деревня
- Ферма Новое, деревня

## Местное самоуправление
Главой поселения и Главой администрации является Игнатьева Мария Васильевна.

## Экономика
Сельхозпредприятия, магазины, добыча инертных стройматериалов.